# Список країн за ПІІ за кордон
Це список країн за сумою прямих іноземних інвестицій (ПІІ) відправлених за кордон,  тобто сукупна вартість усіх іноземних інвестицій у доларах США, здійснені безпосередньо резидентами, головним чином компаніями - рідною країною на кінець часу зазначеного періоду. Прямі інвестиції не включають інвестиції через придбання акцій.
Цей список заснований на даних  Всесвітньої книга фактів ЦРУ.
| Місце | Країна                   | Сума ПІІ за кордон | Дата інформації |
| ----- | ------------------------ | ------------------ | --------------- |
| —     | Світ                     | 16 220 000 000 000 | 2008 оцінка     |
| 1     | США                      | 4 854 000 000 000  | 2013 оцінка     |
| 2     | Велика Британія          | 1 884 000 000 000  | 2013 оцінка     |
| 3     | Німеччина                | 1 871000000000     | 2013 оцінка     |
| 4     | Франція                  | 1 489000000000     | 2013 оцінка     |
| 5     | Швейцарія                | 1 432000000000     | 2013 оцінка     |
| 6     | Гонконг                  | 1 392000000000     | 2013 оцінка     |
| 7     | КНР                      | 1 251500000000     | 2016 оцінка     |
| 8     | Бельгія                  | 1 215000000000     | 2013 оцінка     |
| 9     | Японія                   | 1 179000000000     | 2013 оцінка     |
| 10    | Канада                   | 1 047000000000     | 2013 оцінка     |
| 11    | Нідерланди               | 1 034000000000     | 2013 оцінка     |
| 12    | Ірландія                 | 792 600 000 000    | 2013 оцінка     |
| 13    | Іспанія                  | 714 400000000      | 2013 оцінка     |
| 14    | Італія                   | 683 600000000      | 2013 оцінка     |
| 15    | Швеція                   | 558 800000000      | 2013 оцінка     |
| 16    | Сінгапур                 | 503 500000000      | 2014 оцінка     |
| 17    | Австралія                | 440 100000000      | 2013 оцінка     |
| 18    | Росія                    | 439 200000000      | 2013 оцінка     |
| 19    | Австрія                  | 345 200000000      | 2013 оцінка     |
| 20    | Норвегія                 | 264 300000000      | 2013 оцінка     |
| 21    | Південна Корея           | 262 800000000      | 2014 оцінка     |
| 22    | Данія                    | 248 300000000      | 2013 оцінка     |
| 23    | Республіка Китай         | 226 100000000      | 2013 оцінка     |
| 24    | Фінляндія                | 197 200000000      | 2013 оцінка     |
| 25    | Бразилія                 | 179 600000000      | 2013 оцінка     |
| 26    | Мексика                  | 141 200000000      | 2013 оцінка     |
| 27    | Малайзія                 | 133 500000000      | 2013 оцінка     |
| 28    | Індія                    | 137 800000000      | 2015 оцінка     |
| 29    | ПАР                      | 87 670 000 000     | 2013 оцінка     |
| 30    | Ізраїль                  | 80 850000000       | 2013 оцінка     |
| 31    | Португалія               | 71 260000000       | 2013 оцінка     |
| 32    | Польща                   | 69 780000000       | 2013 оцінка     |
| 33    | Таїланд                  | 65 140000000       | 2013 оцінка     |
| 34    | ОАЕ                      | 61 960000000       | 2013 оцінка     |
| 35    | Кувейт                   | 60 760000000       | 2013 оцінка     |
| 36    | Нова Зеландія            | 59 080000000       | 2009 оцінка     |
| 37    | Угорщина                 | 45 950000000       | 2013 оцінка     |
| 38    | Греція                   | 43 310000000       | 2013 оцінка     |
| 39    | Аргентина                | 34 210000000       | 2013 оцінка     |
| 40    | Колумбія                 | 33 700000000       | 2013 оцінка     |
| 41    | Туреччина                | 33 440000000       | 2013 оцінка     |
| 42    | Катар                    | 28 860000000       | 2013 оцінка     |
| 43    | Казахстан                | 26 530000000       | 2013 оцінка     |
| 44    | Саудівська Аравія        | 26 080000000       | 2013 оцінка     |
| 45    | Венесуела                | 21 940000000       | 2013 оцінка     |
| 46    | Таджикистан              | 18 500000000       | 2010 оцінка     |
| 47    | Лівія                    | 17 820000000       | 2013 оцінка     |
| 48    | Індонезія                | 17 410000000       | 2013 оцінка     |
| 49    | Чехія                    | 16 630000000       | 2013 оцінка     |
| 50    | Словаччина               | 11 580000000       | 2012 оцінка     |
| 51    | Нігерія                  | 11 240000000       | 2012 оцінка     |
| 52    | Кіпр                     | 11 130000000       | 2012 оцінка     |
| 53    | Бахрейн                  | 10 020000000       | 2012 оцінка     |
| 54    | Словенія                 | 9 755000000        | 2012 оцінка     |
| 55    | Ангола                   | 9 621000000        | 2012 оцінка     |
| 56    | Філіппіни                | 8 435 000 000      | 2012 оцінка     |
| 57    | Україна                  | 7 853 000 000      | 2012 оцінка     |
| 58    | В'єтнам                  | 7 700 000 000      | 2009 оцінка     |
| 59    | Азербайджан              | 6 923000000        | 2012 оцінка     |
| 60    | Естонія                  | 6 609000000        | 2012 оцінка     |
| 61    | Еквадор                  | 6 330000000        | 2012 оцінка     |
| 62    | Єгипет                   | 6 285000000        | 2012 оцінка     |
| 63    | Хорватія                 | 5 575000000        | 2012 оцінка     |
| 64    | Куба                     | 4 138000000        | 2006 оцінка     |
| 65    | Тринідад і Тобаго        | 3 829000000        | 2007 оцінка     |
| 66    | Перу                     | 3 041000000        | 2012 оцінка     |
| 67    | Іран                     | 2 881000000        | 2012 оцінка     |
| 68    | Румунія                  | 2 727000000        | 2012 оцінка     |
| 69    | Литва                    | 2 581000000        | 2012 оцінка     |
| 70    | Алжир                    | 2 474000000        | 2012 оцінка     |
| 71    | Болгарія                 | 1 923000000        | 2012 оцінка     |
| 72    | Пакистан                 | 1 495000000        | 2012 оцінка     |
| 73    | Марокко                  | 1 353000000        | 2012 оцінка     |
| 74    | Мальта                   | 1 213000000        | 2010 оцінка     |
| 75    | Коста-Рика               | 1 131000000        | 2012 оцінка     |
| 76    | Латвія                   | 1 037000000        | 2012 оцінка     |
| 77    | Грузія                   | 741 600 000        | 2011 оцінка     |
| 78    | Макао                    | 672 100 000        | 2011 оцінка     |
| 79    | Малі                     | 540 500 000        | 2012 оцінка     |
| 80    | Уругвай                  | 345 500 000        | 2010 оцінка     |
| 81    | Кенія                    | 319 400 000        | 2012 оцінка     |
| 82    | Туніс                    | 285 000 000        | 2012 оцінка     |
| 83    | Ліберія                  | 201 000000         | 2012 оцінка     |
| 84    | Бангладеш                | 108 000 000        | 2012 оцінка     |
| 85    | Молдова                  | 88 420 000         | 2012 оцінка     |
| 86    | Домініканська Республіка | 59 000 000         | 2012 оцінка     |
| 87    | Монголія                 | 50 000 000         | 2012 оцінка     |
| 88    | Киргизстан               | 39 600 000         | 2012 оцінка     |
| 89    | Вануату                  | 23 300 000         | 2012 оцінка     |
| 90    | Руанда                   | 12 900 000         | 2012 оцінка     |
| 91    | Сальвадор                | 12 400 000         | 2012 оцінка     |
| 92    | Болівія                  | 8 000 000          | 2011 оцінка     |